# Гуњетина
Гуњетина је насеље у Србији у општини Власотинце у Јабланичком округу. Према попису из 2022. било је 25 становника.
Ово село, обрасло храстовом шумом, је планинско, смештено на планинској коси Липовачких шума, Букове главе и у јарузи гуњетинске речице. Шумско богатство, мноштво пашњака и чисти ваздух су привукли многе мештане да се из суседних села населе у Гуњетину.
Планинска клима погодује воћарству, па јабуке и крушке узрастају без икаквог прскања пестицидима.

## Настанак и прошлост села
Село Гуњетина настало је пре 150 година. Добило је назив према фамилији Гуња која се населила из Дејана. Гуњ је старински капут од класња - грубог сукња сашивен код шнајдера, а некада терзије. На брду изнад села се налазио римски остатак кућа. Током настанка села су се од тог камена правиле куће, а камен је и разбачен по ораним њивама. Први досељеник који је дошао у село је Милан Миладиновић. Он се доселио из Дејана. Пошто су у дејанском крају Турци пљачкали и чинили зло, Миладин је са својом женом и три сина (Властимиром, Петронијем и Симом) побегао пред Турцима. Населио се у пределу, где је био шумовити крај између села Липовице и данашње Гуњетине, како би се склонио пред турским зулумом. Крчењем шуме Милан са синовима је створио имање, сазидао прво колибу за стоку, а потом саградио и кућу. Жена му је умрла. Поново се оженио и привео дете са њом по имену Милан Николић, који је касније створио другу фамилију.
Када је 1879. године пописан Власотиначки срез, у селу Гуњетини било је следеће стање: 11 кућа са 54 становника, пореских глава је само 10, а писмених становника тада није било.

### Ратови и револуције
У Првом светском рату су учествовали: Гмитар Станковић - погинуо на планини Цер, Влајко Стојановић. У Другом светском рату у партизанима су били: Станковић Ђорђе (који је прво хапшен па отеран у заробљеништво у Немачкој), Владимир Стевановић, Миленковић Живојин - стрељан 1943. године, Митић Јован - убијен 1943. године у Шишави. У четницима су били: Миладиновић Петроније - убијен у Нишу од стране партизана; Станковић Сима, Милошевић Владимир.

## Демографија
У насељу Гуњетина живи 85 пунолетних становника, а просечна старост становништва износи 48,4 година (48,1 код мушкараца и 48,6 код жена). У насељу има 37 домаћинстава, а просечан број чланова по домаћинству је 2,62.
Ово насеље је великим делом насељено Србима (према попису из 2002. године).
|  |

| Демографија | Демографија | Демографија |
| Година      | Становника  | Становника  |
| ----------- | ----------- | ----------- |
| 1948.       | 165         |             |
| 1953.       | 164         |             |
| 1961.       | 169         |             |
| 1971.       | 172         |             |
| 1981.       | 137         |             |
| 1991.       | 117         | 113         |
| 2002.       | 97          | 99          |
| 2011.       | 54          |             |
| 2022.       | 25          |             |

| Етнички састав према попису из 2002.‍ | Етнички састав према попису из 2002.‍ | Етнички састав према попису из 2002.‍ | Етнички састав према попису из 2002.‍ | Етнички састав према попису из 2002.‍ |
| ------------------------------------ | ------------------------------------ | ------------------------------------ | ------------------------------------ | ------------------------------------ |
|                                      |                                      |                                      |                                      |                                      |
| Срби                                 | Срби                                 |                                      | 95                                   | 97,93%                               |
| непознато                            | непознато                            |                                      | 2                                    | 2,06%                                |

| Година пописа     | 1948. | 1953. | 1961. | 1971. | 1981. | 1991. | 2002. |
| ----------------- | ----- | ----- | ----- | ----- | ----- | ----- | ----- |
| Број домаћинстава | 26    | 26    | 27    | 35    | 31    | 28    | 37    |

| Број чланова      | 1 | 2  | 3 | 4 | 5 | 6 | 7 | 8 | 9 | 10 и више | Просек |
| ----------------- | - | -- | - | - | - | - | - | - | - | --------- | ------ |
| Број домаћинстава | 5 | 16 | 7 | 6 | 3 | 0 | 0 | 0 | 0 | 0         | 2,62   |

| Пол    | Укупно | Неожењен/Неудата | Ожењен/Удата | Удовац/Удовица | Разведен/Разведена | Непознато |
| ------ | ------ | ---------------- | ------------ | -------------- | ------------------ | --------- |
| Мушки  | 47     | 11               | 31           | 4              | 1                  | 0         |
| Женски | 42     | 6                | 30           | 6              | 0                  | 0         |
| УКУПНО | 89     | 17               | 61           | 10             | 1                  | 0         |

| Пол    | Укупно                    | Пољопривреда, лов и шумарство | Рибарство                            | Вађење руде и камена | Прерађивачка индустрија       |
| ------ | ------------------------- | ----------------------------- | ------------------------------------ | -------------------- | ----------------------------- |
| Мушки  | 30                        | 22                            | 0                                    | 0                    | 0                             |
| Женски | 12                        | 12                            | 0                                    | 0                    | 0                             |
| УКУПНО | 42                        | 34                            | 0                                    | 0                    | 0                             |
| Пол    | Производња и снабдевање   | Грађевинарство                | Трговина                             | Хотели и ресторани   | Саобраћај, складиштење и везе |
| Мушки  | 0                         | 7                             | 0                                    | 0                    | 0                             |
| Женски | 0                         | 0                             | 0                                    | 0                    | 0                             |
| УКУПНО | 0                         | 7                             | 0                                    | 0                    | 0                             |
| Пол    | Финансијско посредовање   | Некретнине                    | Државна управа и одбрана             | Образовање           | Здравствени и социјални рад   |
| Мушки  | 0                         | 0                             | 0                                    | 0                    | 0                             |
| Женски | 0                         | 0                             | 0                                    | 0                    | 0                             |
| УКУПНО | 0                         | 0                             | 0                                    | 0                    | 0                             |
| Пол    | Остале услужне активности | Приватна домаћинства          | Екстериторијалне организације и тела | Непознато            | Непознато                     |
| Мушки  | 0                         | 0                             | 0                                    | 1                    | 1                             |
| Женски | 0                         | 0                             | 0                                    | 0                    | 0                             |
| УКУПНО | 0                         | 0                             | 0                                    | 1                    | 1                             |

### Становништво
У село су се доселиле фамилије Милошевић, Станковић, Стојановић, Миленковић и Стевановић (из Дејана). Становништво је православно. У селу се славе крсне славе: Свети Сава, Силазак духова, Света тројица и Свети Арапије.
Најпознати пинтери су били Алекса Ђорђевић и Јаков Станковић. Село је имало и три воденице - а саградио их је Алекса Ђорђевић. Данас село има једног воденичара Станковић Миливоју и једног ковача Станковић Станомира.
Стари свадбени и други обичаји су се задржали у селу, а много девојака је у прошлости било у лазарицама. Задржао се још патријахални начин живота. У претходним временима се одлазило у печалбу у пинтерај и цигларство, а сада се иде у печалбу у зидаре. Миграција је учинила своје, па је мали број младих остао у селу.
Многе њиве, ливаде и воћњаци су напуштени. Најстарији човек у селу 1988. године је имао 95. година, а 2006. године најстарији човек села има 100 година.

## Инфраструктура
У селу постоји продавница, сеоски дом, али нема школа. Сеоски ђаци путују више километара у четвороразредну основну школу у планинско село Комарица. У осмогодишњу школу су деца ишла у село Присјан, а сада отварањем пута према Власотинцу, деца похађају осмогодишњу школу у селу Шишава-Ломница.